# تقسيم الدفع
تقسيم الدفع (ويعرف أيضًا باسم معاملة تقسيم الدفع) هو مصطلح مالي لعملية تقسيم مبلغ واحد لدفع كامل المبلغ على مرتين أو أكثر من التعاملات المتزامنة والمنفذة بوسائل الدفع المختلفة. على سبيل المثال: يمكن أن يتم تقسيم دفع 100 دولار في أحد متاجر التجزئة عندما يدفع الزبون 50 دولارًا نقدًا و 50 دولارًا بواسطة بطاقة الائتمان.
ويختلف تقسيم الدفع عن الدفع بالتقسيط (المعروف بـ الشراء التأجيري), حيث تتم المدفوعات بصفة دورية بنفس طريقة الدفع.

## معلومات تاريخية
نمت الإمكانيات المالية ومعها تحديات جمع المدفوعات مع عصر التجارة العالمية. وفُتحت الأسواق العالمية واكتسب المستهلك قوة شرائية متزايدة. تطلب ذلك من التجار المحليين والدوليين تزويد المستهلكين بخيارات الدفع المتعدد - هذه ليست مجرد خدمة مطلوبة من قبل المستهلكين ولكن هو أمر لازم للتجار من أجل تحويل منتجاتهم/خدماتهم إلى نقود. وإحصائيًا كلما أعطى التجار المزيد من خيارات الدفع، زاد احتمال الوصول لمزيد من المستهلكين.
وعلى الرغم من كثرة طرق الدفع المختلفة المتاحة في جميع أنحاء العالم إلا أن وسائل الدفع المتاحة في سوق محددة تتأثر بالقوانين والتشريعات المحلية والثقافة ومستوى التنمية. مما يؤدي إلى خلق تحدٍ أمام التجار لتكييف أنظمتهم لقبول مجموعة واسعة من أساليب الدفع للدخول إلى السوق بعروضهم.

## تقسيم الدفع مقابل القسائم
هناك نماذج قليلة لتقسيم الدفع، يستخدم بعضها مصطلح القسائم أو الإيصالات، عندما تستخدم للإعانة في دفع جزء من كامل المبلغ.
وعلى الرغم من إمكانية استخدام هذا النهج لتبسيط هذا المفهوم، إلا أن هذا ليس هو المقصود من تقسيم الدفع. والفرق الرئيسي بين تقسيم الدفع والقسائم هو أن القسائم تُستخدم لخصم مبلغ الدفع الجديد بالكامل - الذي يُدفع لاحقًا بالكامل بطريقة دفعة واحدة في عملية واحدة.
وهناك فرق كبير بين تنفيذ عملية تقسيم الدفع وتنفيذ الدفع بالقسائم يظهر عند إبدائها أثناء عملية الدفع عند الخروج. حيث يتم تنفيذ القسيمة قبل عملية الدفع حيث يُحال ذلك أيضا إلى عربة التسوق. ويتم تنفيذ تقسيم الدفع أثناء عملية الدفع عند الخروج عادة كواحدة من الخطوات الأخيرة في عملية الشراء.

## التحديات

### التحديات التجارية
توجد التحديات التي تواجه الأعمال التجارية في كل مكان بالمؤسسة. وتتمثل في الأساس في تراكم وإحالة اثنتين من المعاملات المنفصلة في أمر واحد. فما هو تافه في واقع الحياة (يأتي المبلغان من نفس اليد) هو في العملية التجارية تحدٍ كبير بل هو التحدي الأكبر عندما تجري هذه المعاملات على شبكة الإنترنت.
هذا وتساهم التحديات التجارية في إحجام كل من صغار وكبار التجار عن تقديم ميزة تقسيم الدفع. يذكر موقع أمازون على صفحاته أنهم لا يسمحون بتقسيم الدفع:
لا يوجد إمكانية لتقسيم الدفع بين التحقق من الحساب وبطاقة الهدايا أو بطاقة الائتمان.

### التحديات التقنية
تتعامل نظم تكنولوجيا المعلومات مع عملية المعاملات المالية تلك كوحدة ذرية. حيث تكمل النظم المالية معاملة واحدة من البداية إلى النهاية ومن ثم تكون المعاملة التالية حالة جديدة تماما. فالجمع بين المعاملتين له آثار على التكاليف ومكافحة الغش ورفع التقارير الإلزامية (القانون & اللوائح) في نهاية المطاف مع المعلومات الجزئية المخزنة في النظام التجاري.

#### مثال: تنفيذ تقسيم الدفع عبر الإنترنت

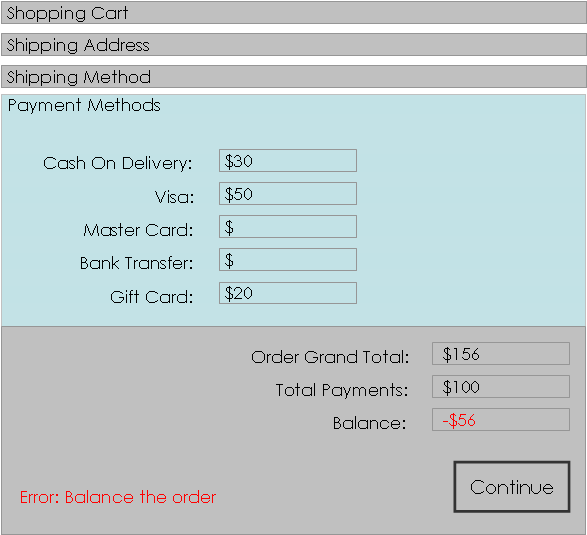
مثال لتقسيم الدفع أثناء الخروج.
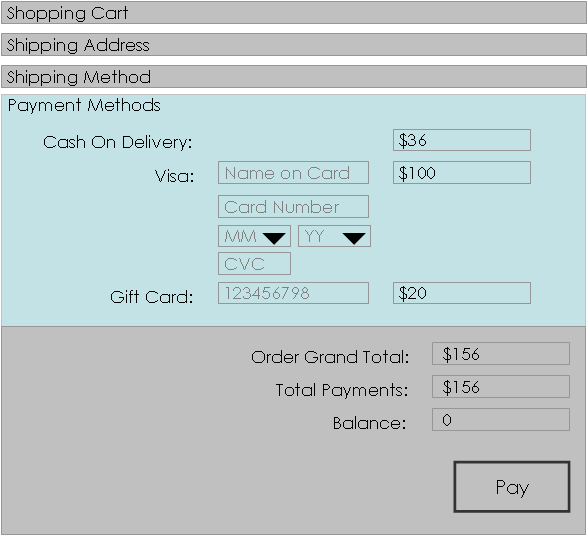
مثال لصفحة لمعاملات الدفع الانقسامي للأعمال التجارية عبر الإنترنت

## نقطة البيع
في الأعمال التجارية غير المتصلة بالإنترنت، يوجد بالفعل نقطة بيع تعمل بنظام تقسيم الدفع.